# Espéraza
Espéraza é uma comuna francesa na região administrativa de Occitânia, no departamento de Aude. Estende-se por uma área de 10,52 km². Em 2010 a comuna tinha 1 833 habitantes (densidade: 174,2 hab./km²).